# الجريمة في السويد
تُحدّد الجريمة في السويد في قانون العقوبات السويدي وغيره من القوانين السويدية والنصوص التشريعية.
أفاد المجلس الوطني السويدي لمكافحة الجريمة أن عدد الجرائم المبلغ عنها في السويد تزايد عند إحصاءها منذ خمسينيات القرن العشرين، وذلك يتوافق مع ما حدث في مختلف الدول الغربية خلال الحقبة التي تلت الحرب، والتي يُذكر أنها تُعزى إلى العديد من العوامل، كالتغييرات الإحصائية والتشريعية وزيادة وعي الشعب حول الإبلاغ عن الجريمة.

## الإجراءات القانونية
تحقق السلطات المعنية في أحداث الجريمة عند ارتكابها، ويُعرف ذلك بالتحقيق الأولي الذي يتولى ضابط شرطة أو مدع عام مهمة القيام به. يتعين على الشرطة السويدية والنيابة العامة تسجيل جميع الجرائم التي يُبلَغ عنها ومقاضاة مرتكبيها. يُعرف المدعون العامون بأنهم محامون توظفهم هيئة الادعاء السويدية، وهي منظمة مستقلة كليًا لا تعتمد على المحاكم أو الشرطة، ولا تخضع لتوجيه من وزارة العدل (أي تدخل وزاري يُعتبر غير دستوري في واقع الأمر).
يتعين على المدعي العام الالتزام بقيادة التحقيقات الأولية في جريمة ما وتوجيهها بنزاهة وموضوعية، واتخاذ القرارات التي تخص مسائل الادعاء، والمثول أمام المحكمة للنظر في الدعاوى الجنائية. يحق للمشتبه بهم الاستعانة بمحام للدفاع العام، إما أثناء مرحلة التحقيق الأولي أو أثناء المحاكمة. يحق للمشتبه به كذلك استعراض الأدلة التي جمعها مكتب المدعي العام، ويُسمح له كذلك أن يطالب الشرطة بإجراء المزيد من التحقيقات، إذا رأى في ذلك ضرورة. يقرر المشرف على التحقيق الأولي إمكانية تنفيذ هذه التدابير أم لا.
في حالة الجرائم ذات الخطورة الأقل، فإنه وفي حال اعتراف المشتبه به بارتكاب الجريمة مع اتضاح العقوبة التي يجب انفاذها، يمكن للمدعي العام أن يصدر ما يُعرف بأمر العقوبة بإجراءات موجزة. قد يؤدي التحقيق الأولي غير المنتهي إلى صدور قرار المدعي العام بمقاضاة شخص على الجريمة. ذلك يعني إجراء محاكمة في المحكمة المحلية. يمكن للشخص الذي جرت إدانته والمدعي العام وضحية الجريمة الطعن في حكم المحكمة المحلية في محكمة الاستئناف.

## موثوقية نظام العدالة الجنائية
في الدراسة الاستقصائية السويدية للجريمة عام 2013، أفاد ستة من أصل عشر مشاركين شملهم الاستطلاع إلى أنهم يثقون كثيرًا في نظام العدالة الجنائية ككل، وأن الشرطة تحظى بذات الموثوقية الكبيرة. أفاد ما يزيد قليلًا عن نصف إجمالي ضحايا الجريمة الذين شملهم الاستطلاع (57%) أن تجربتهم مع الشرطة كانت إيجابية بشكل عام، وأفاد واحد من كل سبعة تقريبًا أن التجربة كانت سلبية.

## فساد
عمومًا، يتسم مستوى الفساد في السويد بأنه منخفض للغاية. يُعتبر الهيكل القانوني والمؤسسي في السويد فعالًا في مكافحة الفساد، وتتميز الأجهزة الحكومية بدرجة عالية من الشفافية والنزاهة والمساءلة.

## إحصاءات الجريمة
بدأت السويد تسجيل إحصاءات الجريمة الوطنية في عام 1950، وبقيت طريقة تسجيل الجريمة كما هي دون تغيير حتى منتصف ستينيات القرن العشرين، حيث أدخلت الشرطة السويدية إجراءات جديدة على عملية إحصاءات الجريمة، والتي جرى تقديمها على أنها تفسير جزئي للزيادة التاريخية في تقارير الجريمة. في عام 1974، أصبح المجلس الوطني السويدي لمكافحة الجريمة وكالة حكومية مكلفة بإصدار إحصاءات رسمية حول الجريمة ونشر المعرفة المرتبطة بها. في أوائل تسعينيات القرن العشرين، جرى العمل بنظام جديد للإبلاغ عن الجرائم، ما يعني أن الضوابط اليدوية أصبحت أقل شيوعًا، وأدى ذلك إلى زيادة إضافية في عدد الجرائم المبلغ عنها.
في يناير 2017، رفضت حكومة لوفين طلب عضو البرلمان ستافان دانيلسون المتمثل بتحديث إحصائيات المجلس الوطني السويدي لمكافحة الجريمة حول الجريمة فيما يتعلق بالخلفية الوطنية أو خلفية المهاجر الجاني، كما حدث سابقًا في عام 1995 و2005 وفات أوانه في عام 2015.
وفقًا لاستطلاع الجريمة السويدي لعام 2013 الذي أجراه المجلس الوطني السويدي لمكافحة الجريمة، انخفض معدل التعرض للجريمة في الفترة من 2005 إلى 2013. منذ عام 2014، أشارت تقارير صادرة عن المجلس الوطني السويدي لمكافحة الجريمة إلى حدوث زيادة في نسبة التعرض لبعض فئات الجرائم، بما في ذلك الاحتيال وبعض جرائم الممتلكات والجرائم الجنسية وفقًا لاستطلاع الجريمة السويدي لعام 2016. استمر ارتفاع نسبة الجرائم التي تُصنّف ضمن التهديدات والمضايقات والاعتداء والسرقة في حتى عام 2018. تعزى زيادة نسبة الإبلاغ عن الجرائم الجنسية جزئيًا إلى حملات تشجيع الإبلاغ، مقترنة بتغييرات في القوانين التي وسعت نطاق التعريف القانوني للاغتصاب.
تتناقض الأرقام المتعلقة بالاحتيال والأضرار التي لحقت بالممتلكات (باستثناء سرقة السيارات) مع أعداد الجرائم المبلغ عنها في إطار هذه الفئات والتي بقيت ثابتة تقريبا خلال الفترة 2014- 2016. يعكس عدد الجرائم الجنسية المبلغ عنها بوضوح الأرقام الواردة في استطلاع الجريمة السويدي لعام 2016، وتتجلى كذلك الأضرار المتعلقة بسرقة السيارات إلى حد ما. على الرغم من النمو السكاني، بقي عدد الإدانات حتى عام 2013 يتراوح بين 110,000 و130,000 خلال العقد الأول من القرن والواحد والعشرين –وهو ما يشكل انخفاضًا منذ سبعينيات القرن العشرين، حيث بلغ عدد الإدانات نحو 300,000.